# ماکووو (بلغارستان)
ماکووو (به بلغاری: Makovo) یک منطقهٔ مسکونی در بلغارستان است که در شهرستان ترگوویشته واقع شده‌است. ماکووو ۲۹۸ نفر جمعیت دارد.